# Ichthyodes indistincta
Ichthyodes indistincta là một loài bọ cánh cứng trong họ Cerambycidae.